# Ga Hòa Vinh Tây
Ga Hòa Vinh Tây là một ga tàu hỏa tại huyện Nghĩa Hành, tỉnh Quảng Ngãi. Nhà ga là một điểm của tuyến đường sắt Bắc Nam và nối Ga Quảng Ngãi với Ga Mộ Đức. Lý trình 940+420.

## Các tuyến
- Đường sắt Bắc Nam